# Армстронг, Келли
Келли Майкл Армстронг (англ. Kelly Michael Armstrong; род. 8 октября 1976, Дикинсон, Северная Дакота) — американский политик-республиканец, губернатор штата Северная Дакота с 2024 года. Ранее представлял объединённый округ штата в Палате представителей США.

## Биография
В 1995 году Келли Армстронг окончил среднюю школу Дикинсона в Северной Дакоте. В 2001 году получил степень бакалавра искусств в области психологии в Университете Северной Дакоты, затем в 2003 году — степень доктора юриспруденции в юридической школе Университета Северной Дакоты.
С 2013 по 2018 год Армстронг занимал пост сенатора штата Северная Дакота. С 2015 по 2018 год был председателем Республиканской партии в штате. В феврале 2018 года Армстронг выдвинул свою кандидатуру на выборах в Палату Представителей США.